# Kawunggirang
Kawunggirang is een bestuurslaag in het regentschap Majalengka van de provincie West-Java, Indonesië. Kawunggirang telt 1742 inwoners (volkstelling 2010).